# 鬼木峰
鬼木峰（韓語：귀목봉）是一座位于大韩民国京畿道加平郡的山峰，毗邻清溪山和明智山。主峰標高海拔1036公尺。